# A térkép és a táj

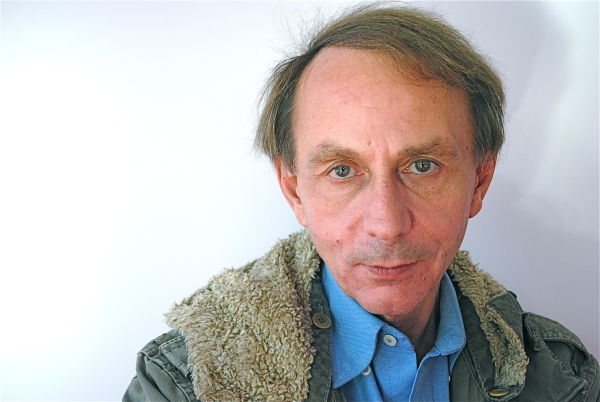
A szerző

A térkép és a táj a francia Michel Houellebecq regénye, amelyet 2010. szeptember negyedikén adott ki a Flammarion kiadó. A regény megjelenése évben elnyerte a Goncourt-díjat. Magyarra Tótfalusi Ágnes fordította, a könyv az Magvető Könyvkiadó gondozásában jelent meg 2011-ben.

## A könyv története
Michel Houellebecq ötödik regénye, amely öt évvel az Egy sziget lehetősége után jelent meg, A térkép és a táj a 2010-es irodalmi évad egyik legjobban várt és legtöbbet kommentált könyve volt. Az első kiadás 120 000 példány volt.
A könyvet 2010. november 8-án első körben elnyerte a Goncourt-díjat hét szavazattal, kettő ellenében. Houellebecq korábban kétszer volt döntős, 1998-ban az Elemi részecskék, 2005-ben Egy sziget lehetősége könyveivel.
Azonos címmel 1999-ben Michel Levy is adott ki könyvet, így Houellebecq regényének megjelenése után tiltakozott a szellemi tulajdon megsértése miatt. A Flammarion-kiadó válaszában kijelentette: "a két szó asszociációja a hétköznapi nyelvből szerzői jogi értelemben nem eredeti, ezért nem részesülhet jogi védelemben.”
A könyv paródiája "La Tarte et le Suppositoire" (Pite és Kúp) címmel látott napvilágot az Editions de Fallois gondozásában 2011-ben, szerzője „Michel Ouellebeurre” volt. A két cím hangzása hasonló, de jelentésük teljesen eltérő. A "tarte" jelentése pite, a "suppositoire"-é kúp. A kúp gyógyszertári termék: végbélkúp.

## A cím eredete
A könyv címét Alfred Korzybski (1879-1950) egyik általános szemantikai alapelve ihlette: „a térkép nem a táj”. Ez a kifejezés arra utal, hogy a valóságot leíró szimbólumok és nyelvek nem azonosak magával a valósággal, csupán annak reprezentációi. Korzybski szerint fontos megkülönböztetni a szavakat és jelöléseket azoktól a dolgoktól és jelenségektől, amelyekre utalnak.
Ez az alapelv különösen fontos a kommunikáció és értelmezés szempontjából, mivel gyakran tévesen azonosítjuk a jelképeket a jelentett dolgokkal. Például egy térkép hasznos eszköz a földrajzi navigációban, de sosem fogja teljes mértékben és tökéletesen visszaadni a fizikai terület összes részletét és változását. A térkép egyszerűsített és általánosított ábrázolása a tájnak, amely hasznos a tájékozódásban, de nem helyettesíti a valós táj komplexitását és sokszínűségét.
Korzybski rámutatott, hogy a nyelv és a jelképrendszerek korlátozásai miatt sosem tudjuk teljes mértékben vagy tökéletesen megérteni a valóságot; mindig lesznek korlátai annak, hogy hogyan és mit képesek kifejezni szavaink. Ez az elv nemcsak a nyelv használatára terjed ki, hanem arra is, hogyan értelmezzük a világot és hogyan alakítjuk meg gondolkodásunkat a nyelv által.
Korzybski szemantikai modellje hangsúlyozza a tudatosságot a kommunikációban és az önreflexiót a gondolkodásunkban, arra ösztönözve minket, hogy legyünk tisztában azzal, hogy szavaink és jelképeink csak eszközök a valóság megközelítésére, nem maga a valóság. Ez az alapelv segíthet a téves értelmezések és kommunikációs zavarok elkerülésében, valamint abban, hogy nyitottabbak legyünk más nézőpontok és értelmezések elfogadására.

## A regény
|  | Alább a cselekmény részletei következnek! |

A regény a fiktív Jed Martin francia művész életrajzi és alkotói útját írja le. (A regénybeli Michel Houellebecq szerint Jed Martin „életét a világ reprezentációinak újratermelésének szentelte, amelyben az embereknek semmiképpen sem szabad élniük”, Martin alakját az író Pierre Lamalattie-ról mintázta). Az első szakasz Jed fotós karrierjét mutatja be. Martin a Michelin-térképekről készített fotósorozatával válik ismertté. A munkáját a művészvilág elismeri. Megismerkedik az orosz származású Olga Sverdlova művészeti kurátorral, akivel romantikus kapcsolatba bonyolódik.
A második szakaszban Jed festészeti karrierjére helyeződik a hangsúly. Ekkor készíti el híres sorozatát, amely hétköznapi emberek és hírességek portréit ábrázolja. Ebben az időszakban találkozik (fiktív) Michel Houellebecq-kel, aki a regény egyik szereplője is. Jed felkéri Houellebecq-t, hogy írjon bevezetőt a kiállítása katalógusába, ez az együttműködés furcsa barátságot eredményez közöttük. Houellebecq színes és komplex karakterként jelenik meg, akinek saját gondolatai és megfigyelései gazdagítják a regény világát.
A harmadik szakaszban Jed visszavonul a művészettől és vidéken él, ahol egy egyszerűbb életet választ. Az ő életében és karrierjében bekövetkező változások párhuzamosan futnak a világ változásaival. Jed apja halála és Houellebecq meggyilkolása mind jelentős események, amelyek mély hatással vannak rá. A regény ezen szakasza filozofikusabb és elmélkedőbb, ahogy Jed visszatekint életére és művészi pályafutására.
|  | Itt a vége a cselekmény részletezésének! |

## Értékelés
A regényről számos kritika jelent meg magyar nyelven is.
A korábbi Houellebecq-regényekhez képest ez a könyv visszafogottabb az erotika és a provokáció terén. A fókusz inkább a hatalom, a művészet és a társadalmi dinamika elemzésére helyeződik át, rezignáltabb hangnemben.
Szinte kivétel nélkül említik, hogy Houellebecq éles társadalomkritikát fogalmazott meg a könyvben, maró gúnnyal ábrázolva a kulturális, művészeti és gazdasági elitet. A kapitalizmus és a modern társadalom dekadenciáját állítja középpontba. A főszereplő magányossága Houellebecq egyik kedvelt, számos regényében megjelenő és tárgyalt téma. A regény egyik különlegessége, hogy Michel Houellebecq saját magát is szereplőként ábrázolja – Martin megfesti a fiktív író portréját, később az író brutális, véres gyilkosság áldozata lesz –, ami metareflexív módon hozzátesz a könyv összetettségéhez. A könyv fontos témája, hogy mi számít művészetnek, és hogyan viszonyul a művészet a valósághoz. Jed Martin alkotásain – térképfotók és híres emberekről készült festmények – keresztül vizsgálja a könyv a modern művészet szerepét és értékét.

### Jed Martin festményei

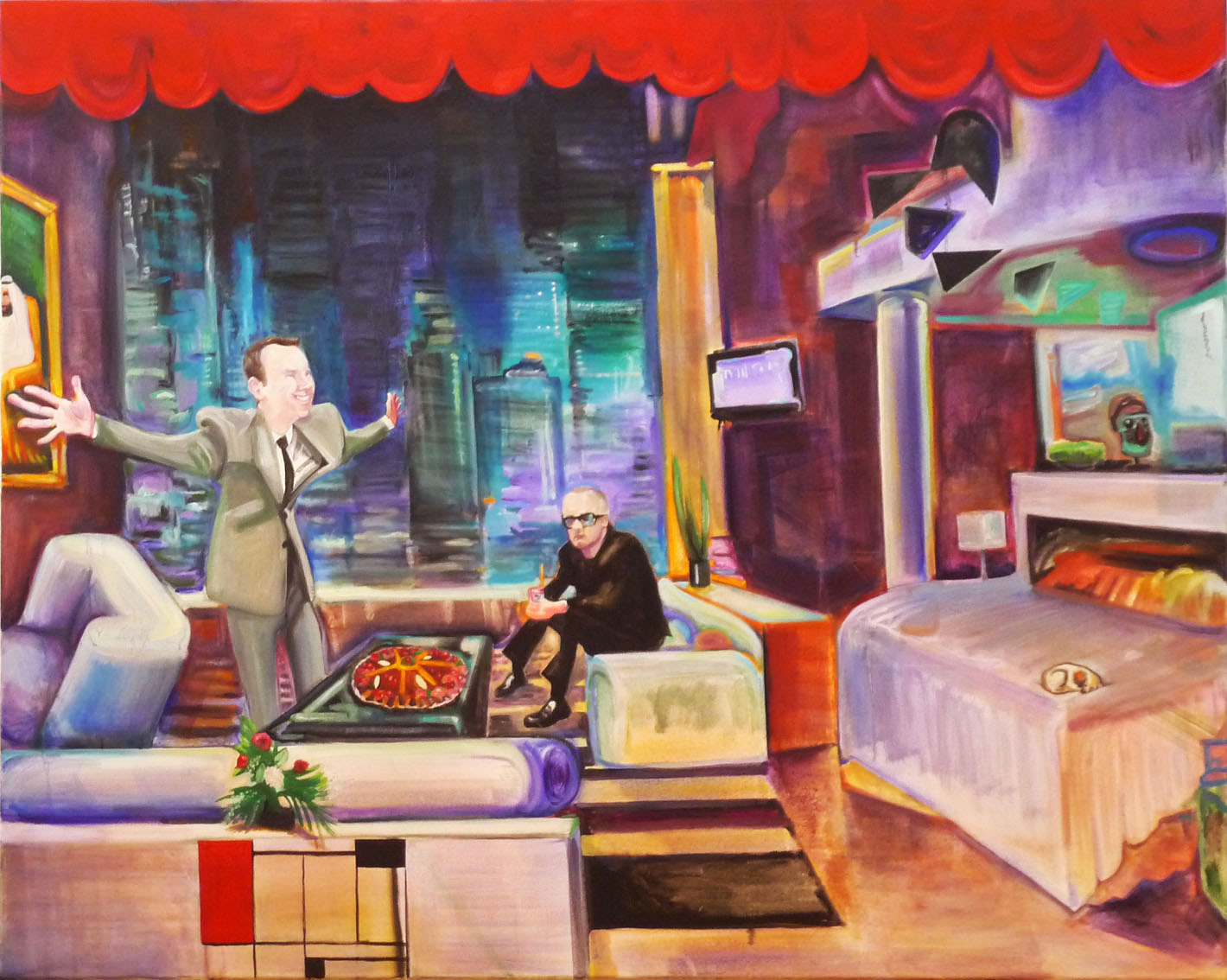
„Damien Hirst és Jeff Koons se partageant le marché de l’art” (Damien Hirst és Jeff Koons osztoznak a művészeti piacon), fiktív művész alkotása, amelyet Michel Houellebecq: „A térkép és a táj“ könyvének szereplője, Jed Martin fiktív művész fiktív alkotása ihletett. Olaj, vászon, 120x150 cm

Néhány festmény a hírességek sorozatból (az összes kép fiktív, de az megfestettek egy része valós személy, lásd a jegyzeteket):
- Damien Hirst[31] és Jeff Koons[32] osztoznak a művészeti piacon, befejezetlen, olaj, vászon (120x150 cm)
- Michel Houellebecq, író, olaj, vászon
- Bill Gates és Steve Jobs a számítástechnika jövőjéről tárgyal – Palo Alto-beszélgetés, olaj, vászon
- Jean-Pierre Pernaut[33] újságíró szerkesztői konferenciát rendez, olaj, vászon
- A Beate Uhse[34] részvény tőzsdei bevezetése, olaj, vászon
- Ferdinand Piëch[35] mérnök látogatása a molsheimi gyártóműhelyekben, akvarell
- Ferdinand Desroches (fiktív személy), építész, olaj, vászon[36]
- Claude Vorilhon,[37] olaj, vászon
- Martin Parr lefényképezi az utolsó földműveseket
- Frédéric Beigbeder reklámügynök[38]

## Plágium-vád és a Wikipédia
2010 szeptemberében Vincent Glad újságíró felfedezte, hogy a regény a Wikipédia francia nyelvű változatának kivonatait tartalmazza a forrás megjelölése nélkül.
Emiatt a blogger Florent Gallaire, a digitális jog szakértője kifejtette, hogy Michel Houellebecq "A térkép és a táj" című regényét a Wikipédia három szócikkéből „merített ihlet“ miatt szabadon hozzáférhetővé kellene tenni a neten a Creative Commons licence miatt. Gallaire a blogjában kifejti, hogy a Creative Commons BY-SA licenc két felhasználási feltételt támaszt a nyilvánossággal szemben. A cikk szerzőjének idézése mellett a felhasználónak tiszteletben kell tartania a „megosztás ugyanúgy” záradékot. Ezért Gallaire feltette netre a teljes könyvet ingyen letölthetően. Ezt a nézetet Emmanuel Pierrat, Houellebecq korábbi ügyvédje, valamint Adrienne Alix, a Wikimédia France elnöke is elutasította, mivel a licencek különbséget tesznek kollektív és származékos művek között. Benjamin Jean szerint jogilag nem lehet egy szerzőt kötelezni bizonyos licenc használatára.
A regényt kiadó Flammarion feljelentéssel fenyegetőzött, hangsúlyozva, hogy Michel Houellebecq „gyakran használ hivatalos közleményeket és oldalakat irodalmi nyersanyagként“, és „a könyvében szerepeltet részleteket a minisztérium honlapján található írásokból is“, mint amikor a rendőrbiztos szakmáját határozta meg, vagy egy turisztikai közleményben, amikor humorosan írta le a Carpe Diem szállodát 2010. december 1-jén, amint a jogi lépéseket tervező kiadó elküldte a hivatalos értesítést, a webhely eltávolította az internetről a közzétett regényt. A dokumentumot számos letöltőoldal visszaszerezte és terjesztette, és számos kalóz digitális könyv származott belőle. Ezzel egyidejűleg a Flammarion bejelentette Houellebecq regényeinek digitális kiadásait a papírkiadásnál alacsonyabb áron.
2011 májusában Houellebecq elismerte hibáját, és köszönetet mondott a Wikipédia közreműködőinek.